# Zătreni
Zătreni es una comuna ubicada en el distrito Vâlcea, Rumania.

## Superficie
Posee una superficie de 68,93 kilómetros cuadrados.

## Demografía
Hasta 2021 la población era de 1934 habitantes, con una densidad de población de 28,06 habitantes por kilómetro cuadrado.